# New Sabah Times
New Sabah Times is een Engelstalig dagblad in Sabah (Maleisië). Het dagblad is regeringsgezind en verschijnt tegenwoordig in tabloid-formaat.

## Geschiedenis
De krant werd in 1949 opgericht door Donald Stephens, de latere eerste Chief-Minister van Sabah. De krant heette aanvankelijk Sabah Times. In 1954 fuseerde het blad met North Borneo News en werd North Borneo News & Sabah Times. In 1969 kreeg de krant de naam Kinabalu Sabah Times, maar kreeg tien jaar later weer de oorspronkelijke naam. De krant stopte met publicatie op 24 maart 1995, maar werd drie jaar later, op 8 maart 1998, opnieuw uitgebracht, nu door Inna Kinabalu Sdn Bhd, onder de naam New Sabah Times. 